# シアワセ (SUPER BEAVERの曲)
「シアワセ」は、日本のバンド・SUPER BEAVERのメジャー3枚目のシングル。2009年11月4日にEpic Recordsから発売された。

## 概要
前作「二つの旅路」から約2ヶ月ぶりのシングル。
魔法のiらんどとM-ON!の連動企画「ボクとキミ.com」を展開し、試聴回数が100万回を超えた。
表題曲の「シアワセ」は後に再録されアルバム『歓声前夜』に収録された（シングルバージョンはアルバム『幸福軌道』に収録されている）。

## 収録曲
1. シアワセ [4:50]
作詞・作曲：柳沢亮太 / 編曲：SUPER BEAVER
2. シアワセ -Acoustic version- [5:11]    
作詞・作曲：柳沢亮太 / 編曲：SUPER BEAVER
3. なんとなく [2:55]
作詞・作曲：上杉研太 / 編曲：SUPER BEAVER
4. へその緒 [3:48]
作詞：柳沢亮太・上杉研太 / 作曲・編曲：SUPER BEAVER